# What I Like About You (canción de 5 Seconds of Summer)
What I Like About You es una versión de la banda australiana 5 Seconds of Summer como parte de su EP She Looks So Perfect, el cual llegó a la posición número 137 en las listas de Reino Unido.

## Listas semanales
| Lista (2014)                   | Posición |
| ------------------------------ | -------- |
| Reino Unido (UK Singles Chart) | 137      |